# 叶海亚·本·穆罕默德
叶海亚·本·穆罕默德（阿拉伯语：‎；829年—863年）是摩洛哥伊德里斯王朝第五任埃米尔，848年至863年在位。
叶海亚是穆罕默德·本·伊德里斯之子。848年，他接替叔叔阿里·本·穆罕默德即位。叶海亚在位期间并未有激烈战争。他在非斯安置了大量来自安达卢斯和伊夫起亚的移民。
他于863年逝世，子叶海亚·本·叶海亚即位。